# Co-Co
Denna sida handlar om poplåten Co-Co, för andra betydelser, se:Coco
Co-Co är en poplåt komponerad av Nicky Chinn och Mike Chapman. Låten gavs ut som singel med The Sweet 1971, kort efter att de slagit igenom med låten "Funny, Funny". Låtens ljudbild är inspirerad av calypso och inspelningen innehåller bland annat steel pan. Tekniskt sett är låten egentligen en soloinspelning av sångaren Brian Connolly då inga andra Sweet-medlemmar medverkade på inspelningen. Låten togs med på gruppens studioalbum Funny How Sweet Co-Co Can Be.
Låten blev en stor hit i Europa och blev deras första att gå in på amerikanska Billboard Hot 100-listan, där den dock stannade på plats 99.

## Listplaceringar
| Lista (1971)   | Position               |
| -------------- | ---------------------- |
| Danmark        | 1 (DR "Top 10")        |
| Finland        | 15                     |
| Frankrike      | 32                     |
| Irland         | 3                      |
| Italien        | 23 (Musica e Dischi)   |
| Nederländerna  | 3                      |
| Norge          | 2 (VG-lista)           |
| Schweiz        | 1                      |
| Spanien        | 3                      |
| Storbritannien | 2 (UK Singles Chart)   |
| Sverige        | 2 (Kvällstoppen)       |
| Sverige        | 2 (Tio i topp)         |
| USA            | 99 (Billboard Hot 100) |
| Västtyskland   | 1                      |